# Cristianos fulani
Los cristianos fulani o cristianos fula son miembros del pueblo fulani que profesan alguna confesión del cristianismo. Debido a la fuerte y arraigada tradición musulmana de este grupo étnico, la conversión religiosa ha sido baja. Se estima que entre un 1-2% de la población total de los fulanis profesan otra religión distinta al islam o alguna espiritualidad sincrética con una fuerte influencia islámica, por lo que en este sentido, son una minoría religiosa.

## Evangelización de los fulani
Los fulani fueron uno de los primeros pueblos africanos en convertirse al islamismo, abandonando sus antiguas espiritualidades y arraigando fuertemente las enseñanzas de Mahoma en sus vidas cotidianas, como un elemento integrador fundamental de su cultura. Es por esta razón principalmente, que los intentos por evangelizar a estas tribus, ha sido infructoso. En algunos casos, la celebración de matrimonios interreligiosos han permitido que la pareja fula se convierta por opción al cristianismo profesado por su cónyuge, no exentos de discriminación religiosa y rechazo por sus pares por esto.
Una situación particular ocurre en Yorubalandia, en Nigeria, donde como resultado de una coexistencia pacífica entre cristianos y musulmanes, elementos de ambas religiones se fueron mezclando, formando el «Crislam», una fusión de sincretismo entre ambas religiones abrahámicas. Una conversión más armoniosa han podido experimentar los fula que han emigrado fuera de África o hacia países con mayorías cristianas, como es el caso de los fulas en los Estados Unidos.

## Persecución religiosa
Los cristianos fula sufren persecución religiosa principalmente por parte del extremismo islámico, en su mayoría yihadistas fulani vinculados a Boko Haram y dedicados al pastoreo de ganado, la actividad tradicional principal de este pueblo históricamente nómade. Estas situaciones empeoran aún más cuando son otros fula de fe musulmana y que viven bajo la ley sharia, son quienes los atacan deliberadamente, acusándolos de traidores y justificando así masacres de cristianos. Este tipo de ataques son comunes en el Norte de Nigeria durante el siglo XXI, especialmente durante festividades cristianas, como Pascua y Navidad.